# Viatcheslav Molotov
Viatcheslav Mikhailovitch Molotov (russo: Вячесла́в Миха́йлович Мо́лотов), nascido Scriabin (Скря́бин), (Kukarka, 9 de março de 1890 — Moscou, 8 de novembro de 1986), foi um diplomata e político da União Soviética de destaque entre os anos 20 e 50 do século XX.

## Vida
Nascido na pequena aldeia de Kukarka (atual Sovietsk, no Óblast de Kirov), filho de um pequeno comerciante, educado numa escola secundária em Kazan, onde se juntou à facção bolchevique do Partido Operário Social-Democrata Russo, em 1906. Adotou o pseudônimo de Molotov (do russo molot, "martelo"). Foi preso em 1909 e passou dois anos no exílio na Sibéria. Em 1911 se inscreveu na Universidade Politécnica de São Petersburgo, e se tornou um dos editores do Pravda, o jornal bolchevique clandestino do qual Josef Stalin também era editor. Em 1913 Molotov foi preso novamente, e deportado para Irkutsk, de onde escapou em 1915 e retornou à capital. Em 1920 ingressou no Comitê Central do PCUS, foi dirigente da Internacional Socialista no período 1928-1934.
Sendo  junto com  Kaganovitch, Beria e Lev Mékhlis um dos principais colaboradores de Stalin, foi Ministro de Relações Exteriores da URSS no período 1939-1949 e 1953-1956. Em 1957, foi afastado da direção do Partido por Nikita Khrushchov, em virtude da sua oposição à "desestalinização" e nomeado embaixador na Mongólia, cargo que exerceu entre 1957 e 1960 tendo logo após sido indicado para chefiar a representação da URSS na Organização Internacional de Energia Atômica sediada em Viena, tendo permanecido neste cargo até 1962 ao ser excluído do Partido Comunista. Foi readmitido no Partido em 1984.
Seu nome tornou-se célebre pela popularidade do coquetel molotov, arma química incendiária muito utilizada em guerrilhas e manifestações urbanas. A associação de seu nome com essa bomba caseira deve-se a sua declaração durante a Guerra de Inverno de que os soviéticos não estavam bombardeando cidades finlandesas, mas sim jogando alimentos. As bombas russas então foram apelidadas de Cesto de pães de Molotov e as bombas improvisadas usadas pelos finlandeses de coquetéis Molotov. Sua mais relevante participação na história mundial foi a assinatura do Tratado Molotov-Ribbentrop, o pacto de não-agressão firmado entre a União Soviética e a Alemanha Nazista em 1939. O tratado perdurou até o dia 22 de junho de 1941, quando Adolf Hitler quebrou o pacto, ordenando a invasão do território soviético na chamada Operação Barbarossa.